# Kéné Ndoye
Kéné Ndoye (20 tháng 11 năm 1978 — 13 tháng 2 năm 2023) là một vận động viên điền kinh nữ, thi đấu quốc tế cho Senegal. Cô đứng thứ 14 trong nhảy xa ba bước tại Thế vận hội Olympic 2004 ở Athens, Hy Lạp.
Cô đã giành được huy chương trong nhà thế giới đầu tiên của Senegal khi cô giành HCĐ trong môn nhảy ba lần tại Giải vô địch trong nhà thế giới năm 2003. Cô cũng đã thành công trong Giải vô địch châu Phi về điền kinh. Cô đã giành được 10 huy chương tại Giải vô địch châu Phi về điền kinh (3 vàng, 3 bạc và 4 đồng). Cô đã có 3 Huy chương Tất cả các Trò chơi Châu Phi (1 Vàng, 2 Đồng). Cô đã giành giải Sư tử vàng với tư cách là người thể thao hàng đầu của Senegal năm 2003. Cô là người giữ học bổng với chương trình Đoàn kết Olympic từ tháng 11/2002.

## Cuộc thi quốc tế
| Năm                  | Giải đấu                     | Địa điểm                           | Thứ hạng             | Nội dung             | Chú thích                |
| Representing Sénégal | Representing Sénégal         | Representing Sénégal               | Representing Sénégal | Representing Sénégal | Representing Sénégal     |
| -------------------- | ---------------------------- | ---------------------------------- | -------------------- | -------------------- | ------------------------ |
| 1996                 | African Championships        | Yaoundé, Cameroon                  | 3rd                  | Long jump            | 5.85 m                   |
| 1996                 | African Championships        | Yaoundé, Cameroon                  | 1st                  | Triple jump          | 12.99 m                  |
| 1996                 | World Junior Championships   | Sydney, Australia                  | 21st (q)             | Long jump            | 5.42 m (wind: -0.6 m/s)  |
| 1996                 | World Junior Championships   | Sydney, Australia                  | 25th (q)             | Triple jump          | 12.10 m (wind: +0.9 m/s) |
| 1997                 | African Junior Championships | Ibadan, Nigeria                    | 4th                  | Triple jump          | 12.67 m                  |
| 1998                 | African Championships        | Dakar, Senegal                     | 3rd                  | Triple jump          | 13.30 m                  |
| 1999                 | World Championships          | Seville, Spain                     | 17th (q)             | Triple jump          | 13.90 m                  |
| 1999                 | All-Africa Games             | Johannesburg, Nam Phi              | 4th                  | Long jump            | 6.47 m                   |
| 1999                 | All-Africa Games             | Johannesburg, Nam Phi              | 3rd                  | Triple jump          | 13.88 m                  |
| 2000                 | African Championships        | Algiers, Algeria                   | 1st                  | Long jump            | 6.39 m                   |
| 2000                 | African Championships        | Algiers, Algeria                   | 3rd                  | Triple jump          | 13.81 m                  |
| 2000                 | Olympic Games                | Sydney, Australia                  | 14th (q)             | Triple jump          | 13.96 m                  |
| 2002                 | African Championships        | Radès, Tunisia                     | 3rd                  | 100 m hurdles        | 13.72 s (w)              |
| 2002                 | African Championships        | Radès, Tunisia                     | 2nd                  | Long jump            | 6.45 m (w)               |
| 2002                 | African Championships        | Radès, Tunisia                     | 2nd                  | Triple jump          | 14.28 m                  |
| 2003                 | World Indoor Championships   | Birmingham, United Kingdom         | 3rd                  | Triple jump          | 14.72 m (iNR)            |
| 2003                 | World Championships          | Paris, France                      | 10th                 | Triple jump          | 14.29 m                  |
| 2003                 | All-Africa Games             | Abuja, Nigeria                     | 4th                  | Long jump            | 6.37 m                   |
| 2003                 | All-Africa Games             | Abuja, Nigeria                     | 1st                  | Triple jump          | 14.23 m                  |
| 2004                 | World Indoor Championships   | Budapest, Hungary                  | 22nd (q)             | Triple jump          | 13.77 m                  |
| 2004                 | African Championships        | Brazzaville, Republic of the Congo | 1st                  | Long jump            | 6.64 m                   |
| 2004                 | African Championships        | Brazzaville, Republic of the Congo | 2nd                  | Triple jump          | 14.44 m                  |
| 2004                 | Olympic Games                | Athens, Greece                     | 22nd (q)             | Long jump            | 6.45 m                   |
| 2004                 | Olympic Games                | Athens, Greece                     | 14th                 | Triple jump          | 14.18 m                  |
| 2005                 | World Championships          | Helsinki, Finland                  | 6th                  | Triple jump          | 14.47 m                  |
| 2006                 | World Indoor Championships   | Moscow, Russia                     | 13th (q)             | Triple jump          | 13.88 m                  |
| 2006                 | African Championships        | Bambous, Mauritius                 | 2nd                  | Long jump            | 6.30 m                   |
| 2006                 | African Championships        | Bambous, Mauritius                 | 2nd                  | Triple jump          | 14.08 m (w)              |
| 2011                 | All-Africa Games             | Maputo, Mozambique                 | 2nd                  | Triple jump          | 13.69 m                  |